# Badische III c (alt)
Die Fahrzeuge der Gattung III c, ab 1868 Gattung IIb alt, der Großherzoglich Badischen Staatseisenbahn waren badische Dampflokomotiven mit der Achsfolge 1A1.
Nach den positiven Erfahrungen mit den Fahrzeugen der Gattungen III a und III b wurden weitere Fahrzeuge der gleichen Bauart geordert. Eingesetzt werden sollten sie auf der Badischen Hauptbahn zwischen Karlsruhe und Heidelberg, wo sie mit einem 120 t schweren Zug eine Geschwindigkeit von 37 km/h erreichen sollten. Um dies zu erreichen, wurde der Kessel nochmals vergrößert. Da der Stehkessel schwarz gestrichen war, erhielt er den Namen „Schwarzkopf“. Auch die Kessellage wurde auf 1.854 mm erhöht.
Die Maschine „ZÄHRINGEN“ war für den Eröffnungszug am 30. Juli 1845 zum Freiburger Bahnhof vorgesehen. Deshalb wurde der Kessel mit Mahagonilatten verkleidet, Rahmen und Tender waren grün gestrichen, weitere Teile waren blank oder mit besonderen Verzierungen versehen.
Wie schon die Vorgänger, überzeugten die Lokomotiven mit einer guten Dampferzeugung. Längere Zeit waren sie die stärksten Loks im Fuhrpark und wurden ausschließlich auf der Rheintalstrecke eingesetzt. 1854 wurden die Lokomotiven auf Regelspur umgebaut, dabei wurden bei sechs Lokomotiven die Namensschilder vertauscht.
Der Tragrahmen bestand aus zwei Futterrahmen und der Maschinenrahmen aus zwei Plattenrahmen. Der Kessel war ein von Kessler nachgebauter Sharp-Kessel. Das Zweizylinder-Nassdampftriebwerk war innenliegend. Ausgerüstet waren die Loks mit Tender der Bauart Kessler 3 T 5,4.